# La carícia d’un ocell
La carícia d'un ocell (katalanisch für „Die Liebkosung eines Vogels“) ist eine bemalte, surrealistische Bronzestatue von Joan Miró. Der Künstler schuf sie 1967 in seinem Studio in Cala Major, einem Vorort von Palma de Mallorca. Sie befindet sich heute im Miró-Museum in Barcelona. Die Statue ist 3,11 Meter hoch, 1,11 Meter breit und 38 Zentimeter tief.

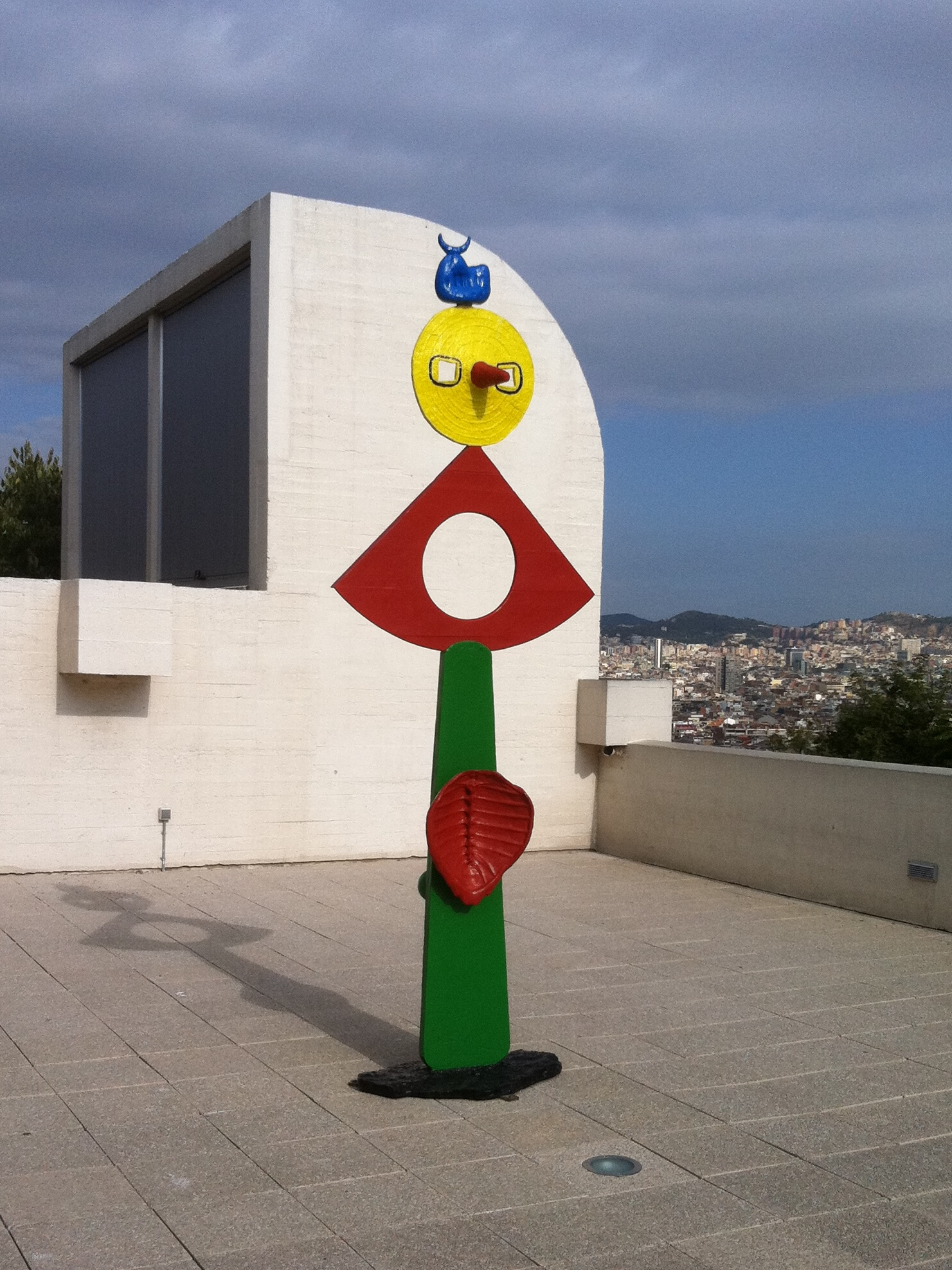
Bemalte Bronzestatue La carícia d'un ocell

Dargestellt wird eine Frau in stark abstrahierter Form. Die Skulptur besteht vornehmlich aus Einzelobjekten, die der Künstler gefunden hat und die nachträglich in Bronze gegossen und anschließend bemalt wurden: Der Kopf der Frau besteht aus einem Strohhut, den man auf den Kopf eines Esels setzt, um ihn vor der Sonnenstrahlung zu schützen. Der Torso ist der Sitz eines Plumpsklos. Die Beine sind ein Bügelbrett. Die beiden Mini-Fußbälle an der Rückseite der Skulptur (im Bild nicht sichtbar) sind die Pobacken. Der Panzer einer Schildkröte symbolisiert die Vulva. Auf dem Kopf der Frau thront ein Vogel, der auch ein Damenhut sein könnte.
Koordinaten: 41° 22′ 6,8″ N, 2° 9′ 34,25″ O